# 虎之门之丘

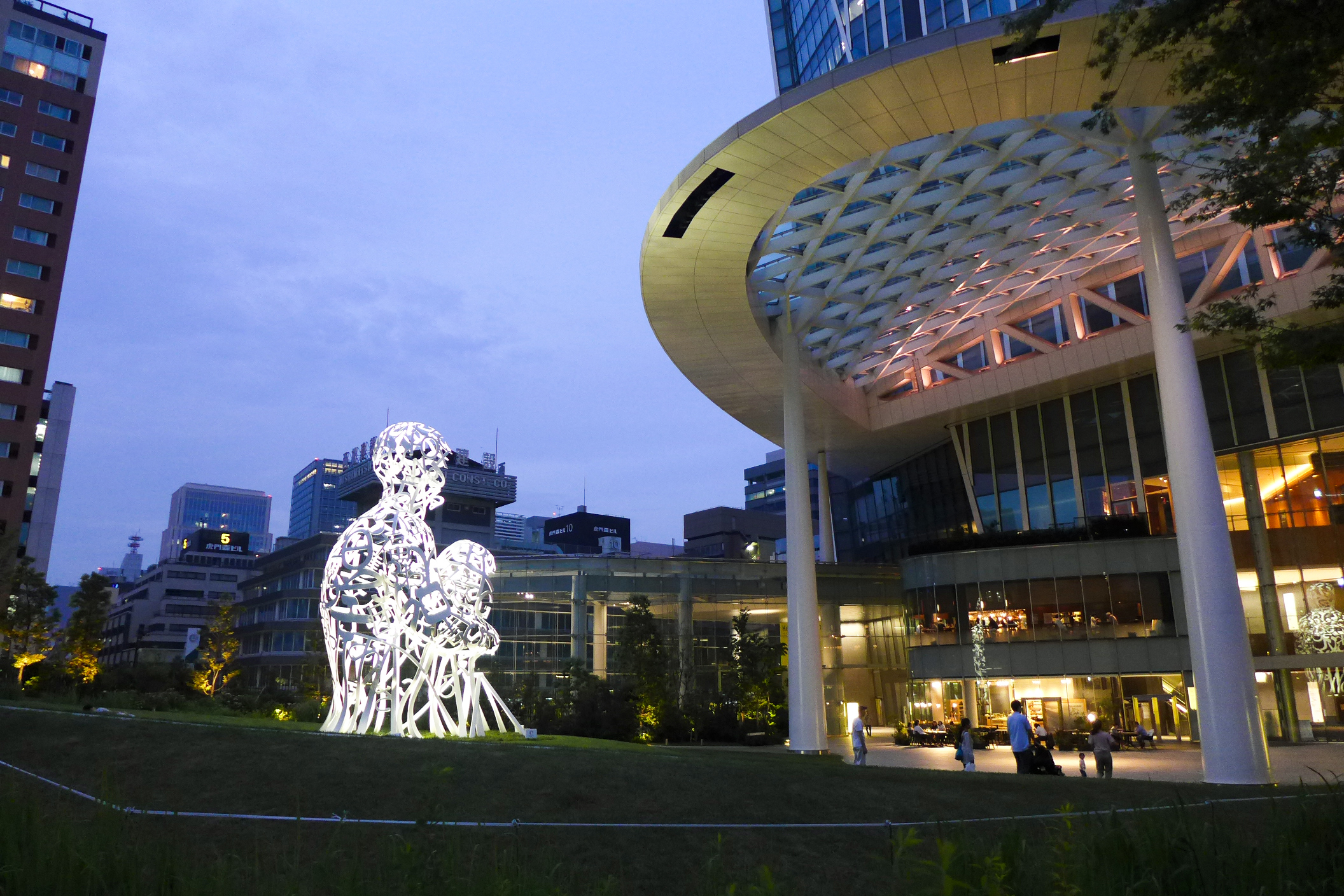
虎之門之丘戶外廣場

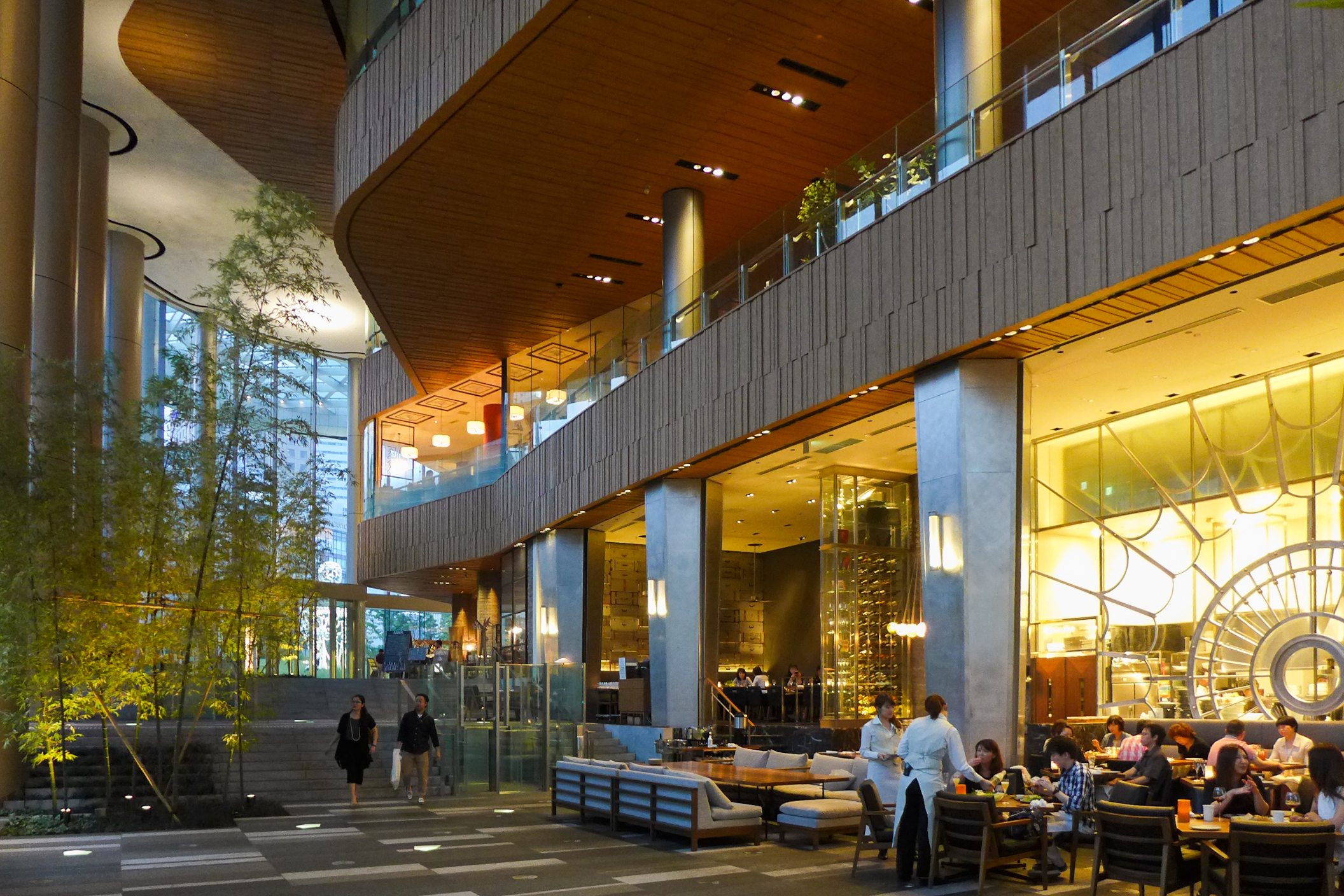
基座商場

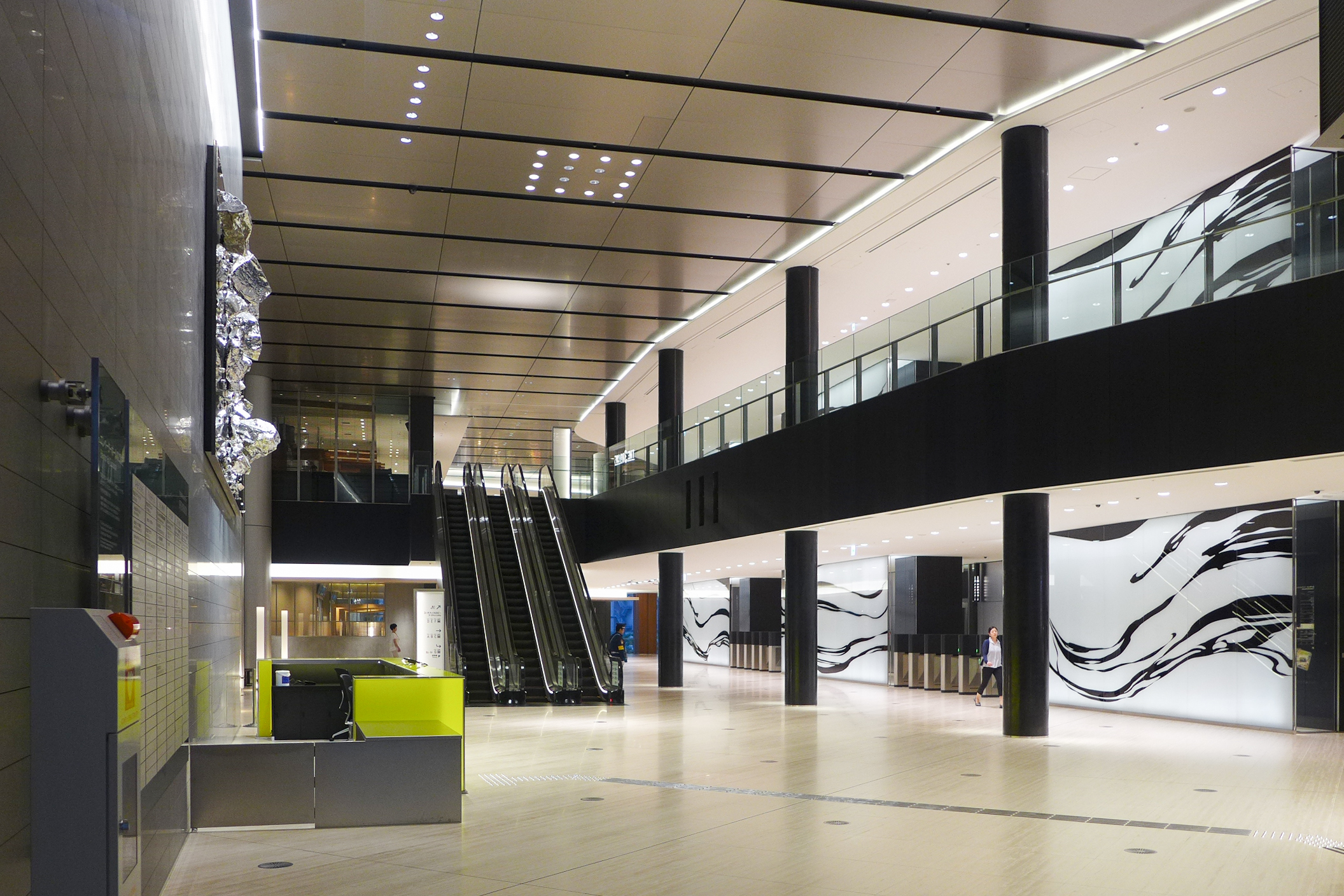
辦公樓大堂

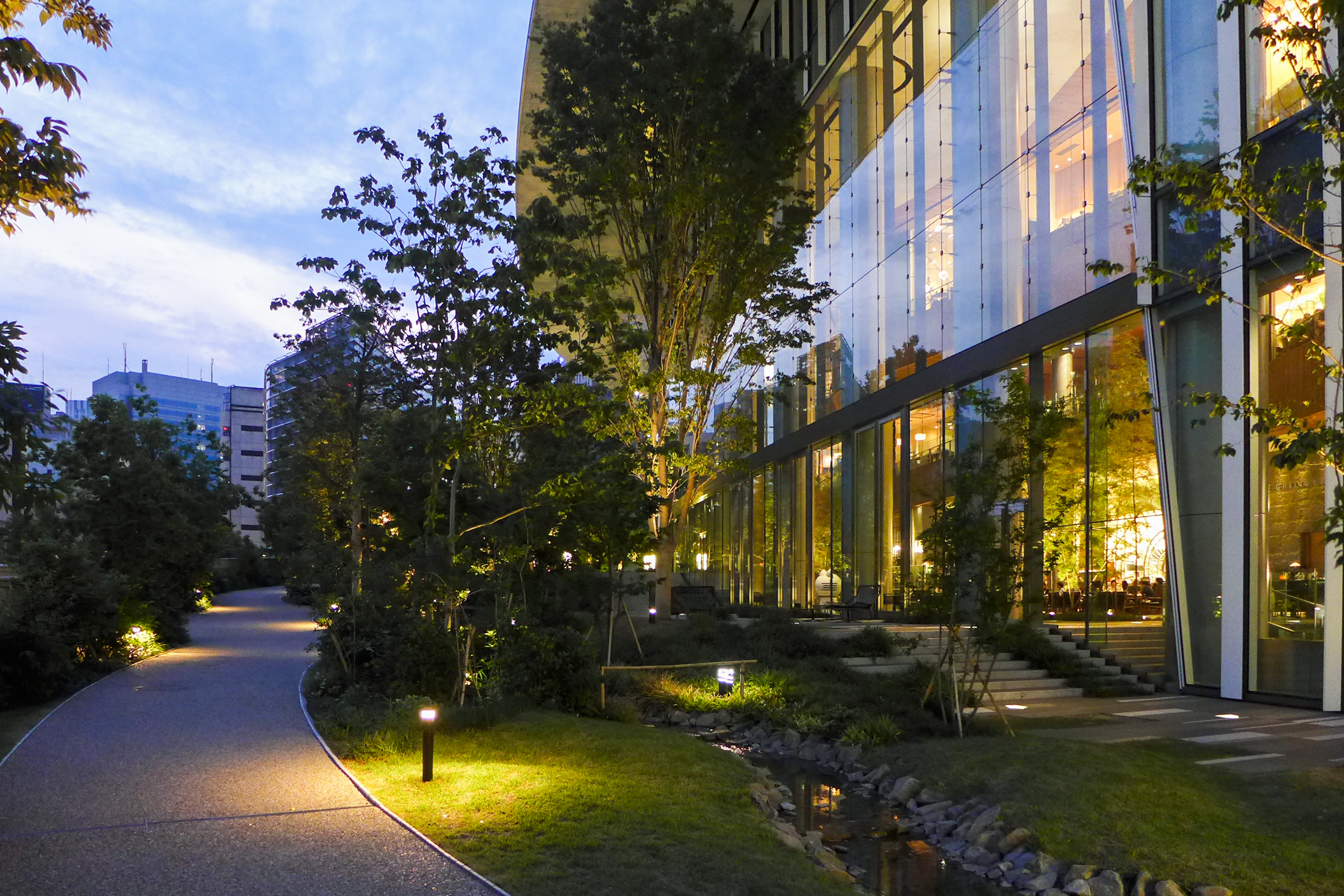
戶外流水階梯

虎之门之丘（日语：／ Toranomon hiruzu */?），或称虎之门Hills，是位於日本东京都港区虎之門的建築群，由东京都政府联合森大廈开发，乃连接新桥和虎之门的環狀2號線都市更新计划的一部分，環狀2號線以隧道方式穿过建物底层。
建築群以虎之門之丘森大廈爲中心，另由虎之門之丘商務大廈、虎之門之丘住宅棟及虎之門車站大廈等建築組成，以上建築陸續于2014年至2023年期間建成。首先完工的主建築虎之門之丘森大廈在2014年建成並開業。最高建築虎之门之丘车站大厦高265.75米，次于麻布台Hills森JP塔，为东京都第二高建築物。

## 概要

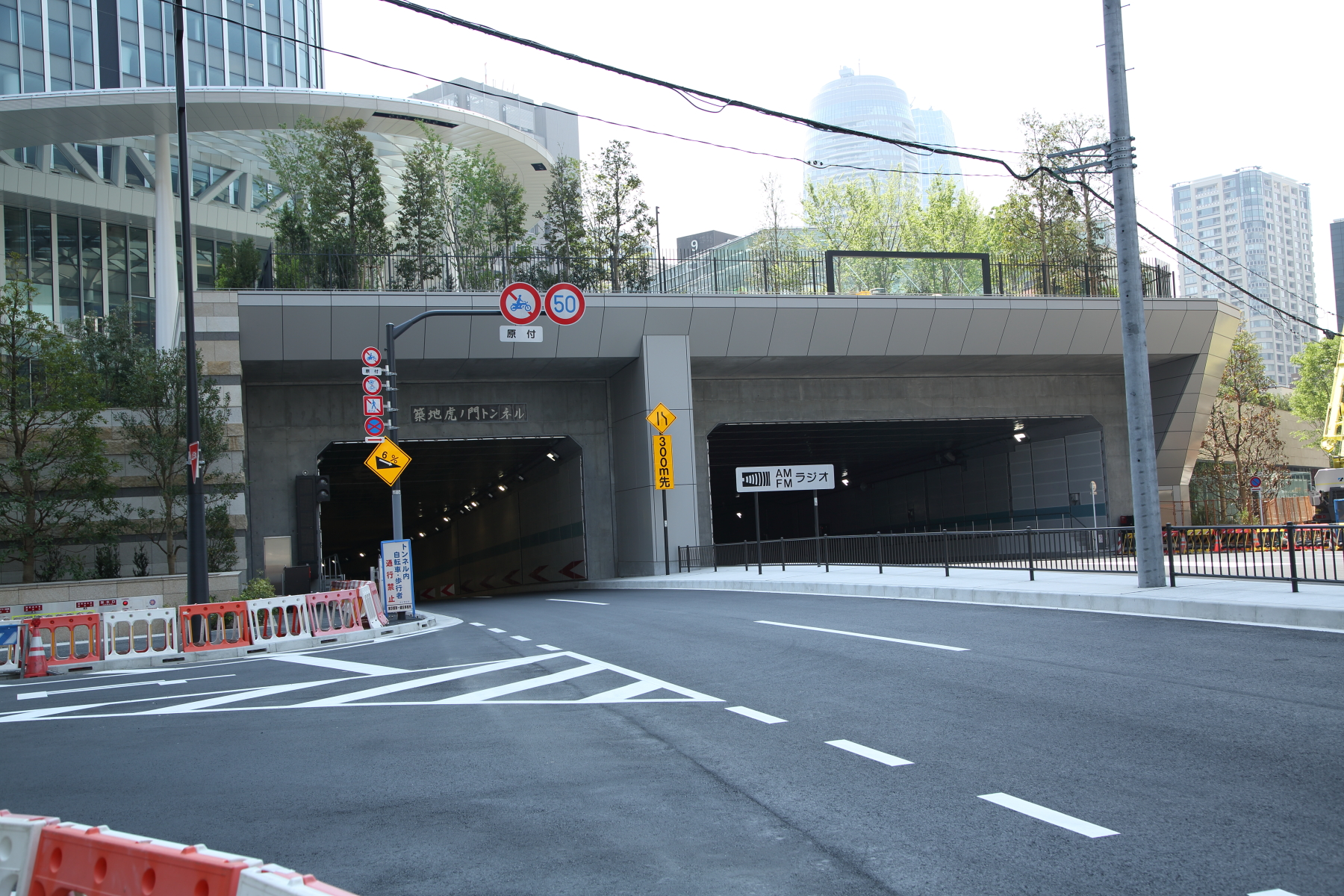
位於虎之門之丘地下的環狀2號線隧道入口

除了有辦公室、餐廳和住宅進駐本大樓內，安達仕東京酒店也在同一天開始營業。此外，因為當初設計時的道路共同開發計畫，因此環狀2號線（東京都市計畫道路幹線街路環狀第2號線）的隧道貫穿本大樓地下室，成為此大樓的一大特點。另外，環狀2號線的地上部分（新橋四丁目～此大樓前）的道路，稱為「新虎通」（新虎通り），車道旁側設有13米寬的行人、自行車隧道。名義上此大樓的高度為247米，僅次於隔壁2丁目的中城大廈（248米），但這並不是指頂點高度，而是指頂樓停機坪的高度。此大樓最高點高度為255.5米，實際上為東京第一高樓。
虎之門、新橋地區除了此大樓外還有幾個開發計畫，森大廈在此地區的建案合稱為「ToMoTo」（=TOMORROW'S TOKYO）。做為虎之門之丘主建築的虎之門之丘森大樓周圍，還將興建「虎之門之丘商務大樓」（虎ノ門ヒルズ ビジネスタワー）、「虎之門之丘住宅大樓」（虎ノ門ヒルズ レジデンシャルタワー）、「虎之門之丘車站大樓」（虎ノ門ヒルズ ステーションタワー）等3棟摩天大樓，分別預計於2020年4月、2021年、2023年啟用。

## 虎之夢
2014年6月14日，藤子·F·不二雄製作公司發表此大樓的吉祥物『虎之夢』（日语：トラのもん），時空背景是100年後的某一天，一隻機器貓透過時光機回到多啦A夢剛出生的100年前，雖然他看起來像多啦A夢，但是身上有著像老虎般的黑白條紋(建築物的形象)、並且有耳朵，並在大樓2M樓中庭處設置立體模型來迎接訪客，另外『虎之夢』也出現在大樓的廣告看板及樓層介紹看板中。

## 历史
- 1946年 - 因工作于附近的驻日盟军总司令麦克阿瑟将军而有“麦克阿瑟道路”之称的东京都道2号环线新桥-虎之门路段立项，计划兴建宽达100米的道路。[10][11]
- 1950年 - 道路宽度减少为40米（随后该计划被冻结）。
- 1989年 - 立体道路制度建立，建设贯穿建筑物的道路成为可能，道路建设再次提上议程。[12]
- 1998年 - 新桥·虎之门地区第二种市街地再开发事业都市计划建立。建筑物开发计划正式名称为“環狀線二號新桥・虎之门地区第二种市街地再开发事业Ⅲ街区”。
- 2005年 - 道路工程开工。
- 2011年 - 建筑物开工[13]
- 2013年 - 建筑物框架完成。森大廈公布了建筑物的名称“虎之门之丘”。[2]
- 2014年
  - 3月29日 - 環狀線2號道路开通。[14][11]
  - 5月29日 - 竣工
  - 6月11日 - 开业[15]
- 2019年 - 以虎之門之丘為播出範圍的1seg廣播台開播。

## 楼层与设施
- 47楼－52楼: 安达仕东京酒店（164间客房）[16][17]
- 37楼－46楼: 住宅（172户）、AO SPA AND CLUB[18]
- 6楼－36楼: 办公楼层
- 5楼: 会议楼层
- B2楼－4楼: 零售租户
- B5楼－B3楼: 停车场（544车位）

## 进驻企业
- 春秋航空日本总部（36楼）
- 微软公司东京办事处（34至35楼）
- 中国银行东京虎之门之丘支行（32至33楼）
- 日本越洋航空总部（31楼）
- 百度日本（28至30楼）
- 日本港山牛奶株式会社（25至27樓）
- 上海商业储蓄银行东京分行（19至24樓）
- 中国南方航空东京办事处（18层）
- 中国银河证券东京虎之门之丘营业部（13至17樓）
- 深圳航空东京办事处（11至12樓）
- J-Air总部（9至10樓）
- 京成电铁株式会社（6至8樓）

## 圖片集

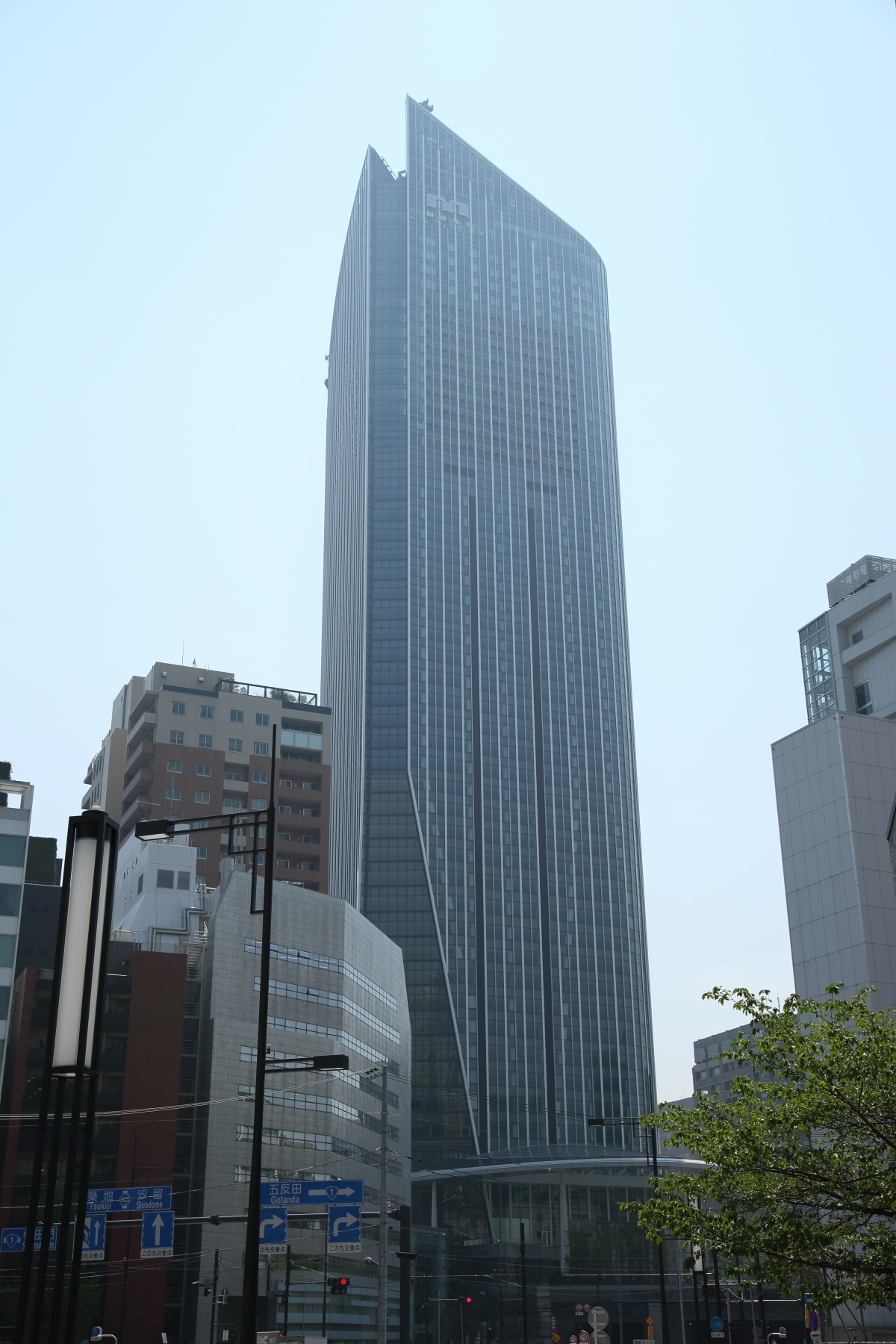
虎之門之丘(2014年4月25日)
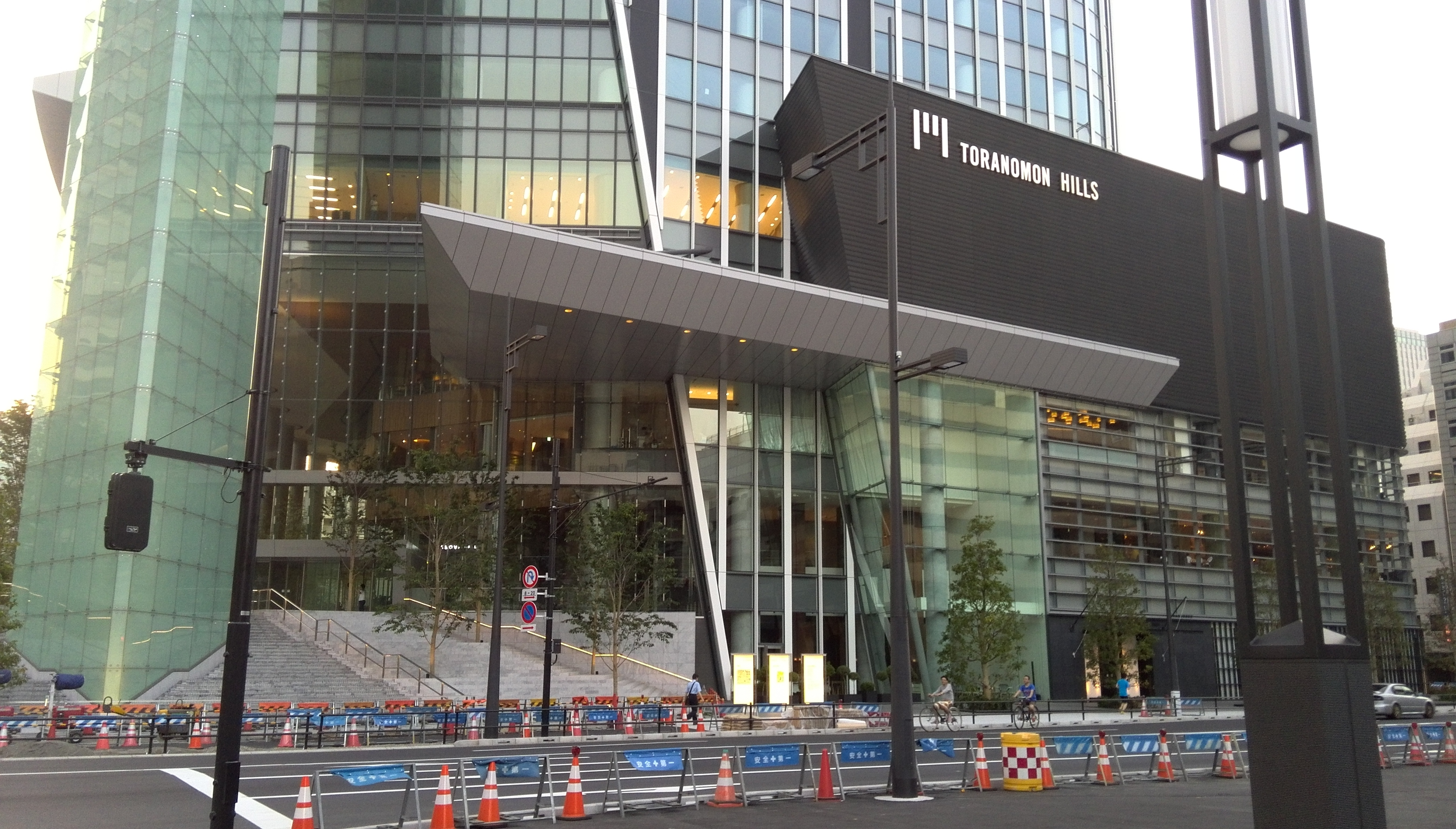
虎之門之丘入口(2014年6月1日)
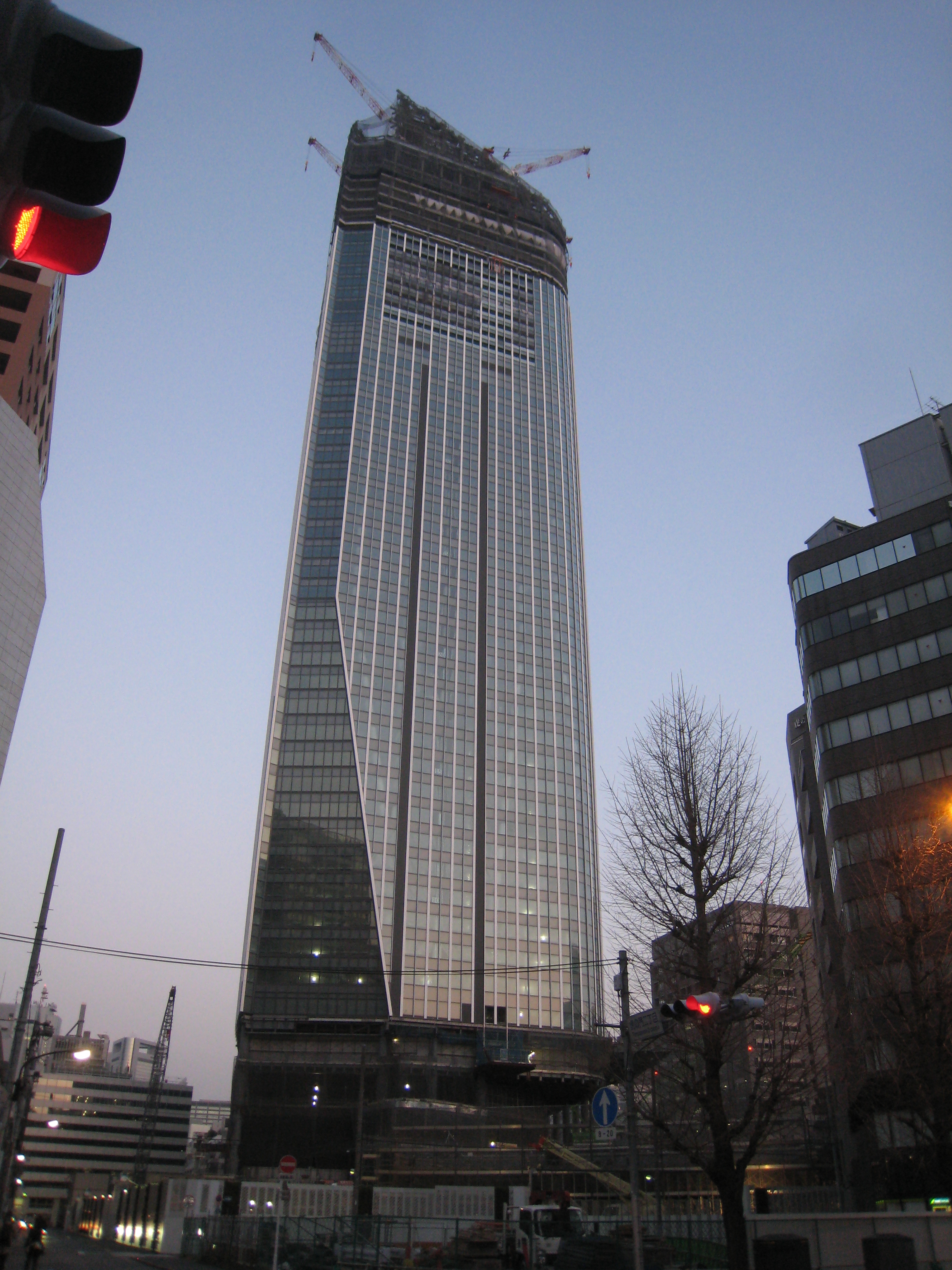
建造中的虎之門之丘
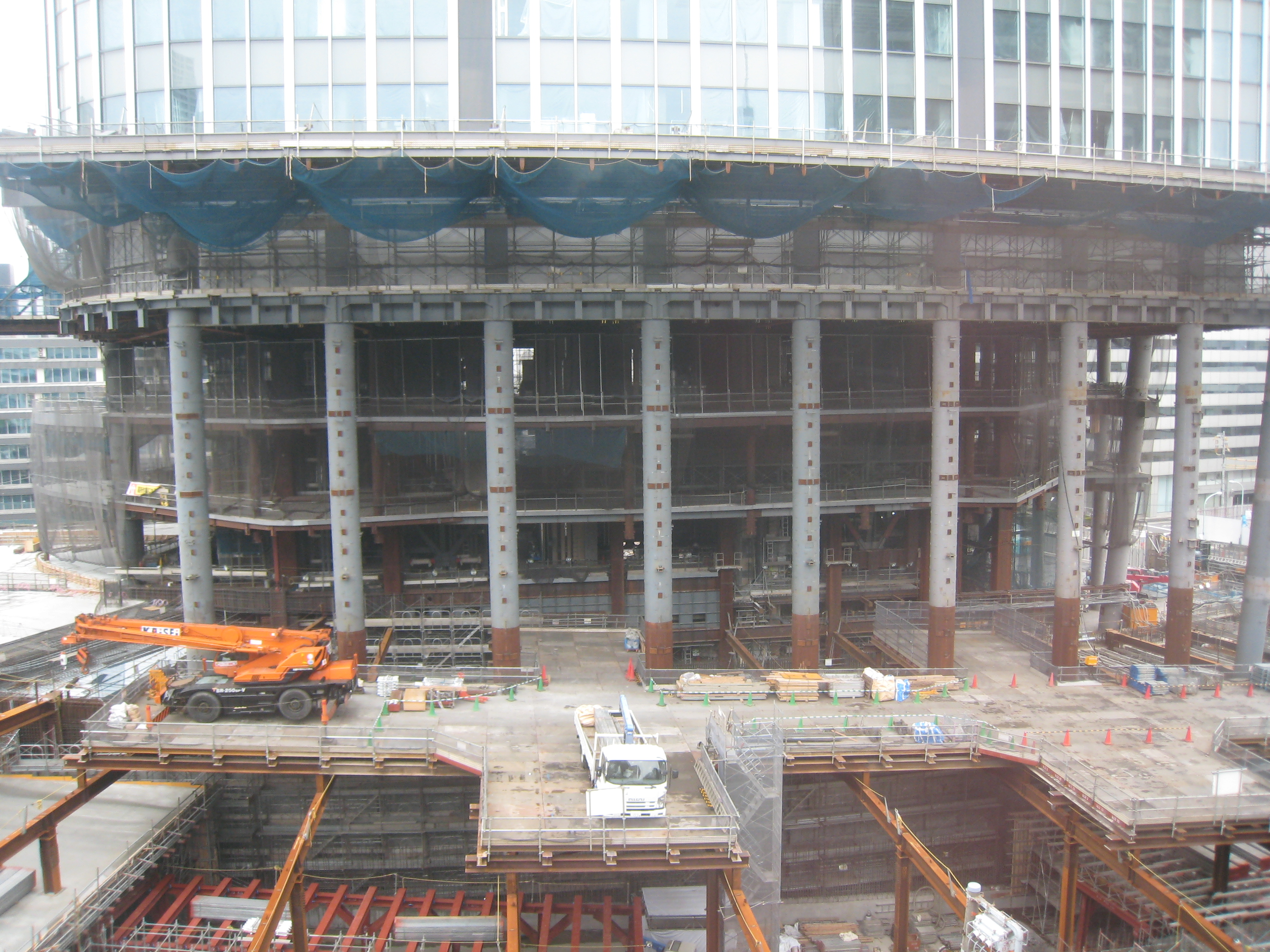
建造中的虎之門之丘(低層)